# David García
David García de la Cruz (Manresa, 16 de janeiro de 1981) é um ex-futebolista espanhol que atuava como lateral-esquerdo.

## Títulos
Espanyol
- Copa do Rei da Espanha: 1999-2000 e 2005-06
- Copa da UEFA: 2006-07 (vice-campeão)